# Битка на Гвозду
Битка на Гвозду означава мјесто гдје су се 1097. године сукобиле војске хрватског краља Петра Свачића и угарског владара Коломана.

## Битка
Са намјером да покори хрватску круну и територије мађарска војска је прешла ријеку Драву. Хрватски краљ Петар је био упознат са кретањем Мађара и из своје пријестонице Книна је са војском кренуо на сјевер да их дочека. Војске су се среле код планине Гвозд и после жестоке битке, о којој постоји мало записа, Хрвати су поражени, а њихов краљ је убијен.

## Последице
Посљедице битке су биле катастрофалне по хрватску краљевину. Ова битка је означила крај хрватских народних династија, а самим тим и губитак независности и подаништво мађарској круни (реална унија), које је трајало све до завршетка Првог свјетског рата 1918. године.